# Segestes
Segestes war ein Fürst des Germanenstammes der Cherusker und enger Verbündeter der Römer, der im Zusammenhang seiner Beziehung zu Arminius und dem Aufstand gegen Rom in der antiken Überlieferung erscheint.
Segestes unterhielt gute Beziehungen zu den Römern und hatte sogar das römische Bürgerrecht erhalten, wobei er als Rivale der Familie des Arminius agierte. Im Jahre 9 n. Chr. warnte er den römischen Statthalter Varus vor den Aufstandsplänen und bot ihm sogar an, Arminius zusammen mit den anderen führenden Germanen gefangen zu nehmen, fand aber kein Gehör. Nach der römischen Niederlage (Varusschlacht) sah er sich gezwungen, doch am Aufstand teilzunehmen. Bald stellte er sich jedoch im offenen Kampf gegen Arminius, der seine Tochter Thusnelda gegen seinen Willen zur Frau genommen hatte, und wurde im Jahre 15 von seinen Stammesgenossen belagert, aber durch den römischen Feldherrn Germanicus befreit. Segestes lieferte seine zu jener Zeit schwangere Tochter Thusnelda als Gefangene an Germanicus aus. Über das weitere Schicksal Thusneldas ist nichts bekannt; auch der von Tacitus angekündigte Bericht über das Schicksal ihres Sohnes Thumelicus, der in der Gefangenschaft geboren und in Ravenna erzogen wurde, ist nicht erhalten.
Die antiken Quellen berichten noch, dass Segestes im Jahre 17 Zuschauer beim Triumph des Germanicus war, wobei seine Kinder Segimundus und Thusnelda sowie sein Enkel Thumelicus als Gefangene vorgeführt wurden. Germanicus wies ihm danach einen Wohnsitz „in der alten Provinz“ (wohl Gallien) an.
Die ausführlichste Erwähnung des Segestes findet sich in den Annalen des Tacitus, 1, 55–59. Weitere Erwähnungen gibt es bei Velleius Paterculus, Florus und Cassius Dio.